# Шевченко, Анастасия Нукзариевна
Анастаси́я Нукза́риевна Шевче́нко (род. 23 октября 1979, Джида, Бурятская АССР) — российская журналистка, общественный и политический деятель. Первый в России человек, на которого заведено уголовное дело по обвинению в участии в деятельности организации, признанной на территории России нежелательной. Признана политической заключённой и узницей совести. Лауреат премии Бориса Немцова за 2019 год.

## Биография
Отец Нугзари Сухиташвили был военным, мать Тамара Грязнова работала учителем русского языка и литературы. Анастасия Шевченко родилась в посёлке Джида Джидинского района Бурятии. В Джиде познакомилась с будущим мужем Александром Шевченко. Окончила Иркутский лингвистический университет с красным дипломом. После рождения старшей дочери молодая семья переехала в станицу Егорлыкская Ростовской области, где родилась вторая дочь и сын. В Егорлыкской Анастасия работала журналистом в местной газете и на телевидении, некоторое время была членом КПРФ. 5 ноября 2010 года во время бойни в станице Кущевская был зверски убит знакомый Анастасии Владимир Мироненко и его семья. После рождения сына Анастасия разъехалась с мужем и постепенно начала заниматься общественной деятельностью.
В разные годы Анастасия Шевченко работала завотделом телевещания МУП РТ «Заря» и старшим инспектором организационно-территориального отдела Избирательной комиссии Ростовской области.
С 2017 года до февраля 2018 года была координатором ростовского отделения движения «Открытая Россия». Во время президентских выборов 2018 года Анастасия Шевченко возглавляла региональный штаб Ксении Собчак, возглавила региональное отделение партии «Гражданская инициатива». На конференции «Открытой России», которая прошла сразу после президентских выборов, вошла в федеральный совет движения. В январе 2018 года Анастасию Шевченко задержали за расклеивание предвыборной рекламы в поддержку Собчак.
В июне 2018 года стала одним из авторов и исполнителей акции против пенсионной реформы «Обобрали до трусов».
12 июня 2019 года Анастасия Шевченко удостоилась премии Бориса Немцова за смелость в отстаивании демократических ценностей. Церемония вручения прошла в Бонне, премию получила дочь Анастасии Влада Шевченко. В шорт-листе премии были основатель Фонда борьбы с коррупцией Алексей Навальный, глава чеченского отделения «Мемориала» Оюб Титиев и историк Юрий Дмитриев.
Написала книгу «Нежелательная», которая была издана в августе 2021 года.

### Уголовное преследование
26 апреля 2017 года Генеральная прокуратура России признала нежелательными организациями зарегистрированные в Великобритании организации Otkrytaya Rossia и Open Russia Civic Movement, а также Institute of Modern Russia, Inc (США), возглавляемый сыном Ходорковского Павлом. По мнению ведомства, все три организации причастны к осуществлению «специальных программ и проектов в целях дискредитации результатов проходящих в России выборов, признании их итогов нелегитимными» и «инспирировании протестных выступлений и дестабилизацию внутриполитической ситуации, что представляет угрозу основам конституционного строя Российской Федерации и безопасности государства».
Анастасии Шевченко было предъявлено обвинение по статье 284.1 УК РФ, которой предусмотрено, что если человек дважды в течение одного года получает административные взыскания за участие в деятельности нежелательной организации, то следующим этапом может стать возбуждение уголовного дела.
В январе 2019 года прошли обыски у активистов «Открытой России» в Пскове, Казани, Ростове-на-Дону, Ульяновске. В частности, 21 января произошёл обыск дома у Анастасии Шевченко. После этого она была задержана, 23 января по решению Ленинского районного суда Ростова-на-Дону её поместили под домашний арест. 29 января Ростовский областной суд оставил решение нижестоящей инстанции о помещении под домашний арест в силе.
31 января в зверевской городской больнице умерла старшая дочь Анастасии Алина. Она попала в реанимацию двумя днями ранее и следователь позволил Анастасии её навестить. 1 февраля соболезнования в связи со смертью дочери Анастасии Шевченко выразил пресс-секретарь президента Владимира Путина Дмитрий Песков.
24 января преследование Анастасии Шевченко осудила международная правозащитная организация Human Rights Watch. 25 января признана узницей совести международной организацией Amnesty International. 7 февраля ряд членов президентского Совета по правам человека (СПЧ) и ряд правозащитных организаций выступили в поддержку активистов Анастасии Шевченко и Вячеслава Егорова. В тот же день обеспокоенность по поводу уголовного преследования выразила миссия США при ОБСЕ. 8 февраля правозащитный центр «Мемориал» признал Анастасию Шевченко преследуемой по политическим мотивам (политической заключённой).
15 марта Ленинский районный суд Ростова-на-Дону продлил домашний арест для Анастасии Шевченко до 17 июня 2019 года.
13 мая председатель «Открытой России» Анастасия Буракова объявила об участии Анастасии Шевченко в выборах городскую думу Ростова-на-Дону по избирательному округу № 14. При этом, Шевченко продолжала находиться под домашним арестом. 2 августа ТИК отказал ей в регистрации на выборах.
14 июня Ленинский районный суд Ростова-на-Дону продлил домашний арест для Анастасии Шевченко на три месяца до 17 сентября. 16 августа домашний арест был в очередной раз продлён до 20 октября 2019 года.
Во время нахождения под домашним арестом, Центром по противодействию экстремизму ГУ МВД России по Ростовской области в спальне Анастасии Шевченко была установлена скрытая видеокамера.
18 февраля 2021 года Октябрьский районный суд Ростова-на-Дону приговорил Анастасию Шевченко к 4 годам лишения свободы условно. В день вынесения приговора в Ростов-на-Дону приехала Ксения Собчак, чтобы поддержать Анастасию.
В августе 2021 года Ленинский районный суд смягчил приговор — до трёх лет лишения свободы условно.
В декабре 2022 года суд заочно изменил условный срок на 3 года колонии.

### Эмиграция
В августе 2022 года Анастасия Шевченко сообщила, что покинула Россию и вместе с детьми переехала в Вильнюс. После этого уголовно-исполнительная инспекция передала материалы МВД, так как Шевченко «уклонилась от исполнения назначенного ей наказания», и её объявили в розыск.
7 февраля 2025 года Министерством юстиции России внесена в список физических лиц «иностранных агентов».

## Акции поддержки

Баннер в поддержку Анастасии Шевченко, Екатеринбург, 6 июня 2019

С 1 февраля начались протестные акции в поддержку Анастасии Шевченко. Первая акция прошла в Ростове-на-Дону.
10 февраля Москве, Петербурге, Екатеринбурге, Казани, Ярославле, Иваново, Тамбове прошли акции в поддержку Анастасии Шевченко под общим названием «Марш материнского гнева», на акциях в Москве и Петербурге полиция провела задержания. 24 февраля в Москве во время Марша памяти Бориса Немцова вышла отдельная колонна с требованием прекратить уголовное преследование гражданских и политических активистов, в том числе, Анастасии Шевченко.
30 марта 2019 года конференция движения «Открытая Россия» приняла заявление с требованием прекратить уголовное преследование Анастасии Шевченко. В тот же день движение объявило о своей ликвидации для защиты своих активистов от уголовного преследования.